# O Sar
O Sar és una comarca de Galícia situada a la província de la Corunya. Rep el seu nom del riu Sar, que la travessa.
Limita amb la comarca de Noia i A Barbanza a l'oest, amb la comarca de Santiago al nord, i la comarca de Caldas i Tabeirós-Terra de Montes al sud. En formen part els municipis de:
- Dodro
- Padrón
- Rois.